# 筑紫薩夜麻
筑紫 薩夜麻（つくし の さちやま）は、飛鳥時代の豪族。名は薩野馬とも表記されている。姓は君。

## 人物
「筑紫君」という氏姓からすると、継体天皇21年（527年）に大和政権に叛逆した、筑紫君磐井の系譜を引いていると想定される。磐井の墓は筑後国上妻郡の岩戸山古墳であるところから、薩夜麻もこの地域を本拠地とする国造であった可能性が高く、上陽咩郡の大伴部博麻と主従関係にあったことが推測される、と鬼頭清明は述べている。

## 史料
『日本書紀』の「天智紀」（巻第二十七）と「持統紀」（巻第三十）に二度あらわれる。
以上の記述より、唐の日本侵攻計画を伝えるべく、急遽日本に帰国したことが語られている。

## 考証
唐が百済を滅ぼした後、百済旧域を占領するために設置した熊津都督府内に、百済で活動していた日羅などのような倭人が存在したことを暗示する記録がある。熊津都督府は、665年8月に唐勅使劉仁願の立会で熊津都督の扶余隆と新羅文武王の間で領土保全などを約束した羅済会盟を実現させたが、その模様を詳述する『冊府元亀』『資治通鑑』『旧唐書』には、羅済会盟直後に倭人が登場する。同史料によると、羅済会盟後に百済鎮将劉仁軌が新羅、百済、耽羅、倭国の四カ国の使を率いて泰山の封禅の儀に赴いているが、儀礼の様子以外にも準備段階からそれら四カ国を含む諸蕃酋長が扈従を率いて行列に従駕したことを記している。熊津都督府のもと倭人を同行させるなど当時の熊津都督府内に倭人がいたことは確かであり、池内宏は、これらは熊津都督府に抑留または残留した倭人とみた。倭人は白村江以後も旧百済地域に滞在していたが、磐井や日羅が時に百済王権の立場から行動したように、倭人が熊津都督府に従事し、664年からの白村江の戦後処理の対倭交渉は、熊津都督府の倭人の既存ネットワークによって行われた部分も多かった。671年に熊津都督府は、道久、筑紫薩夜麻、韓嶋裟婆、布師磐の4人を、唐人郭務悰一行の先発隊として対馬に送っているが、『日本書紀』によると、筑紫薩夜麻は白村江の戦いで捕虜となり、熊津都督府にいた。また道久、韓嶋裟婆、布師磐も同様の立場とみられる。熊津都督府は倭人たちを自身の傘下に組み込み、熊津都督府の意向のもと、こうした倭人たちを外交活動に活発に活用した。筑紫薩夜麻の先代は筑紫君磐井につながる豪族とみられる。韓嶋裟婆は、「韓嶋」という氏からみて豊前国宇佐郡辛島郷の豪族と推定される。熊津都督府が唐人郭務悰一行の先発隊として対馬に派遣した4人のうちの2人もが、歴史的に朝鮮半島西南（百済地域）とパイプをもつ北九州と関係のある豪族であり、白村江以後の熊津都督府においても倭人の旧来のネットワークを継承・活用したことを示している。